# Stiftung & Co. KG
Die Stiftung & Co. KG ist im deutschen Recht eine Sonderform der Kommanditgesellschaft (KG) und somit eine Personengesellschaft. Sie ist vor allem ein Instrument, um die Unternehmensnachfolge zu regeln. Die Gesellschafterinteressen werden gebündelt und damit das Unternehmen und sein Kapital erhalten sowie die Kontinuität gewährleistet. Der persönlich haftende Gesellschafter (Komplementär) ist dabei keine natürliche Person, sondern eine Stiftung, und zwar in der Regel eine unternehmensverbundene Stiftung.

## Gründung
Es gibt zwei Möglichkeiten der Gründung: Entweder besteht die Kommanditgesellschaft bereits. In diesem Fall wird die Stiftung als Komplementär aufgenommen. Oder es wird zunächst die Stiftung gegründet, die dann gemeinsam mit den Kommanditisten die Stiftung & Co. KG gründet. 

## Firma
Die Stiftung & Co. KG wird in das Handelsregister eingetragen und ist Kaufmann nach HGB. Die Firma, der juristische Name, kann eine Personenfirma, Sachfirma oder Phantasiefirma sein, sie muss aber „zur Kennzeichnung des Kaufmanns geeignet sein und Unterscheidungskraft besitzen“ (§ 18 Abs. 1 HGB). Sie muss gem. § 19 Abs. 1 Nr. 3 HGB (neue Fassung) die Bezeichnung „Kommanditgesellschaft“ bzw. eine „allgemein verständliche Abkürzung“ dieses Begriffs (KG) im Namen tragen.

## Gesellschafter
Die Beziehungen und Rechte der Gesellschafter untereinander regelt der Gesellschaftsvertrag. Die diesbezüglichen Vorgaben für die KG aus dem HGB (§ 161 ff) sind weitestgehend dispositiv, d. h., sie können durch vertragliche Vereinbarungen im Gesellschaftsvertrag abbedungen werden. 

### Einlage der Komplementär-Stiftung
Die Stiftung ist zum Erhalt des Grundstockvermögens verpflichtet (sofern sie keine Verbrauchsstiftung ist). Daher kann von der Einlage abgesehen werden. Die „Leistung“ der Stiftung für die KG beschränkt sich in diesem Fall auf die Beteiligung an der Geschäftsführung.

### Einlage der Kommanditisten
Auf Seite der Kommanditisten bezeichnet die Pflichteinlage den Betrag, den ein Kommanditist in die Gesellschaft einzuzahlen hat. Unabhängig hiervon besagt die im Handelsregister eingetragene Haftsumme (veraltet: Hafteinlage), mit welchem Betrag der jeweilige Kommanditist persönlich haftet. Wird im Gesellschaftsvertrag keine Pflichteinlage vereinbart, dann kann unterstellt werden, dass diese mit der Haftsumme identisch ist. Mit Leistung der Pflichteinlage erlischt die unmittelbare Haftung des Kommanditisten in Höhe des eingezahlten Betrages.

## Geschäftsführung
Die Stiftung & Co. KG wird durch die Stiftung als Komplementär vertreten. Sie kann, muss aber nicht die Geschäftsführungsbefugnis besitzen (§ 164 HGB). Der Kommanditist kann, wenn der Gesellschaftsvertrag dies vorsieht, ebenfalls Geschäftsführungstätigkeiten übernehmen. Ansonsten ist der Geschäftsführer der Stiftung mittelbar auch Geschäftsführer der KG. Im Übrigen sind die Rechtsgrundlagen dieselben wie bei der KG.

## Gründe für eine Stiftung & Co. KG
Geschäftsführung
Als Geschäftsführer der Komplementär-Stiftung können außenstehende Fachleute angestellt werden.
Erleichterung der Kapitalbeschaffung
Die Stiftung & Co. KG kann durch die Aufnahme weiterer Kommanditisten ihre Kapitalbasis erweitern.
Nachfolgeregelung
Anstelle einer natürlichen Person tritt die Stiftung als Vollhafter ein. Damit ist die Unternehmensfortführung gesichert, denn die Stiftung ist „unsterblich“. Dies ist insbesondere für Familienunternehmen wichtig.

## Gewinnverteilung
Die Gewinnverteilung einer Stiftung & Co. KG erfolgt nach den Regelungen des Gesellschaftsvertrags. Dabei ist darauf zu achten, dass die Stiftung weder an Gewinn noch am Verlust der KG direkt beteiligt ist. Hingegen kann die KG der Stiftung Spenden zukommen lassen. 

## Umstrukturierung/Beendigung
Die Gesellschafter der Stiftung & Co. KG können ihre Mitgliedschaft gemäß § 161 Abs. 2 in Verbindung mit § 132 HGB formlos zum Ende des jeweiligen Geschäftsjahres, unter Wahrung einer Frist von sechs Monaten, kündigen, sofern der Gesellschaftsvertrag nichts anderes regelt.

## Steuerliche Aspekte
Einkommensteuerrechtlich betrachtet ist die Stiftung & Co. KG eine Personengesellschaft. 
Als Personengesellschaft ist die Stiftung & Co. KG selbst weder körperschaftsteuer- noch einkommensteuerpflichtig, da das Einkommensteuergesetz nur auf natürliche Personen abstellt. Gewerbesteuer fällt nur bei gewerblicher Tätigkeit an.
Die Gewinnanteile der Kommanditisten unterliegen – soweit sie natürliche Personen sind – der Einkommensteuer.

## Beispiele
- Diehl Stiftung & Co. KG
- Norma Lebensmittelfilialbetrieb Stiftung & Co. KG
- Kaufland Stiftung & Co. KG
- Lidl Stiftung & Co. KG
- geobra Brandstätter Stiftung & Co. KG
- Vorwerk Deutschland Stiftung & Co. KG
- EDEKA ZENTRALE Stiftung & Co. KG
- Netto Marken-Discount Stiftung & Co. KG